# Róże (gromada)
Róże – dawna gromada, czyli najmniejsza jednostka podziału terytorialnego Polskiej Rzeczypospolitej Ludowej w latach 1954–1972.
Gromady, z gromadzkimi radami narodowymi (GRN) jako organami władzy najniższego stopnia na wsi, funkcjonowały od reformy reorganizującej administrację wiejską przeprowadzonej jesienią 1954 do momentu ich zniesienia z dniem 1 stycznia 1973, tym samym wypierając organizację gminną w latach 1954–1972.
Gromadę Róże z siedzibą GRN w Różu (w obecnej pisowni Ruże) utworzono – jako jedną z 8759 gromad na obszarze Polski – w powiecie rypińskim w woj. bydgoskim, na mocy uchwały nr 24/10 WRN w Bydgoszczy z dnia 5 października 1954. W skład jednostki weszły obszary dotychczasowych gromad Róże, Wojnowo i Łukaszewo ze zniesionej gminy Zbójno w tymże powiecie. Dla gromady ustalono 17 członków gromadzkiej rady narodowej.
1 stycznia 1956 gromadę włączono do nowo utworzonego powiatu golubsko-dobrzyńskiego w tymże województwie.
Gromadę zniesiono 31 grudnia 1959, a jej obszar włączono do gromady Zbójno w tymże powiecie.